# Brandelshausen
Brandelshausen (auch Brandelhausen) ist eine abgegangene Ortschaft im Gebiet der Stadt Heidenheim an der Brenz.

## Lage
Die Ortschaft lag im Bereich des Gewanns Brandelshauser Hau unweit der Gemarkungsgrenzen zum Aalener Stadtteil Ebnat und zu Königsbronn nördlich des Waibertals. Die Wüstung, ein ausgeschriebenes Kulturdenkmal, befindet sich heute im Bereich eines Kalksteinbruchs.

## Geschichte
Die Endung -hausen des Ortsnamens deutet darauf hin, dass der Ort in der älteren Ausbauzeit (7. bis 10. Jahrhundert) besiedelt wurde. Der Ort wurde erstmals 1298 als „Branzolfshausen“ im Besitz der Abtei Neresheim erwähnt. Möglicherweise war das Dorf eine Pfarrei, zu der auch die Höfe Hahnenhof, Falchenhof, die Mäderhöfe und ein Hof auf dem Lausbuck eingepfarrt waren. Auch diese Wohnplätze sind heute wüst.